# Erlbach (Johanniskirchen)
Erlbach ist ein Ortsteil der Gemeinde Johanniskirchen im niederbayerischen Landkreis Rottal-Inn. Der Ort liegt nordöstlich des Kernortes Johanniskirchen. Südöstlich fließt der Sulzbach, der über den Vilskanal in die Vils entwässert, und verläuft die St 2108.

## Sehenswürdigkeiten
In der Liste der Baudenkmäler in Johanniskirchen sind für Erlbach zwei Baudenkmale aufgeführt:
- Das Wohnstallhaus eines Vierseithofs (Erlbach 1), ein zweigeschossiger Satteldachbau mit Schrot und Blockbau-Obergeschoss, stammt im Kern aus dem Anfang des 19. Jahrhunderts.
- Das Rottaler Bauernhaus (Erlbach 2), ein zweigeschossiger, offener Blockbau mit profilierten Türstürzen, Giebelschroten und geschnitzten Schrotsäulen, stammt aus der 2. Hälfte des 18. Jahrhunderts. Das Satteldach wurde später gesteilt.